# U.S. Men's Clay Court Championships 1980
L'U.S. Men's Clay Court Championships 1980 è stato un torneo di tennis giocato sulla terra. È stata la 70ª edizione del U.S. Men's Clay Court Championships, che fa parte del Volvo Grand Prix 1980. Si è giocato a Indianapolis negli Stati Uniti dal 4 al 10 agosto 1980.

## Campioni

### Singolare
José Luis Clerc ha battuto in finale  Mel Purcell con il punteggio di 7–5, 6–3.

### Doppio
Kevin Curren /  Steve Denton hanno battuto in finale  Wojciech Fibak /  Ivan Lendl con il punteggio di 3–6, 7–6, 6–4.